# Thomas Pasatieri
Thomas Pasatieri (* 20. Oktober 1945 in New York City) ist ein US-amerikanischer Komponist.
Pasatieri war Schüler von Nadia Boulanger und studierte von 1962 bis 1965 an der Juilliard School of Music und unterrichtete dort Komposition, später an der Manhattan School und am College-Conservatory of Music Cincinnati. Von 1980 bis 1984 war er künstlerischer Leiter der Atlanta Opera. Danach übersiedelte er nach Los Angeles, wo zahlreiche Filmmusiken entstanden.
Er orchestrierte die Musiken zu mehr als fünfzig Filmen und komponierte den Song She Rescues Him Right Back in Pretty Woman. Bekannt wurde er aber vor allem als Komponist zahlreicher Opern und von über vierhundert Liedern.

## Werke
- The Trysting Place, Oper, 1964
- Flowers of Ice, Oper, 1964
- The Women, Oper, 1965
- La Divina, Oper, 1965
- Padrevía, Oper, 1967
- The Penitentes, Oper, 1967
- Calvary, Oper, 1971
- Selected Songs, 1971
- The Trial of Mary Lincoln, Oper, 1972
- Black Widow, Oper, 1972
- Heloïse And Abelard, 1973
- The Seagull, Oper, 1974
- Inés de Castro, Oper, 1976
- Washington Square, Oper, 1976
- Far From Love, 1976
- Songs Vol.I, 1977
- Three Sisters, Oper, 1978
- Before Breakfast, Oper, 1980
- Songs Vol.II, 1980
- The Goose Girl, Oper, 1981
- Maria Elena, Oper, 1983
- Messe für Sopran, Alt, Tenor, Bass, Chor und Orchester
- Sieben Lehmannlieder, 1988
- Windsongs, 1989
- Three Mysteries, 1991
- Canciones del barrio, 1993
- Konzert für Klavier und Orchester, 1993
- Konzert für zwei Klaviere und Streicher, 1994
- Mornings Innocent, 1995
- Three Poems of Oscar Wilde, 1998
- A Rustling of Angels, 2003
- Letter to Warsaw, 2003

| Personendaten    | Personendaten               |
| ---------------- | --------------------------- |
| NAME             | Pasatieri, Thomas           |
| KURZBESCHREIBUNG | US-amerikanischer Komponist |
| GEBURTSDATUM     | 20. Oktober 1945            |
| GEBURTSORT       | New York City               |